# Tjatsjiv (gemeente)
Tjatsjiv (Oekraiens: Тячів, Hongaars: Técső) is een gemeente die in 2020 is gevormd in het gelijknamige rajon in de Oblast Transkarpatië in Oekraïne. 
De gemeente bestaat uit de volgende plaatsen:
- Tjatsjiv (Тячів)
- Lazy (Лази́)
- Okroehla (Округла)
- Ruske Pole
- Tjatsjivka